# Buguiás
Buguiás es un municipio filipino de tercera categoría perteneciente a  la provincia de Benguet en la Región Administrativa de La Cordillera, también denominada Región CAR.

## Geografía
Tiene una extensión superficial de 175.88 km² y según el censo del 2007, contaba con una población de 34.507 habitantes y 6.312 hogares; 39.271 habitantes el día primero de mayo de 2010

### Barangayes
Buguiás se divide administrativamente en 14 barangayes o barrios, todos de  carácter rural.
| - Abatan - Amgaleyguey - Amlimay - Baculongan del Norte | - Bangao - Buyacaoan - Calamagan - Catlubong | - Loo - Natubleng - Población (Central) - Baculongan del Sur | - Lengaoan - Sebang |

## Historia
El nombre del municipio proviene del asentamiento igorote prehispánico de Bogeyyas. La ortografía se españolizó y quedó escrito oficialmente por las autoridades españolas como Buguiás.